# Кайо Крус (остров)
Кайо Крус, также Крус (исп. Cayo Cruz) — остров площадью 26 км², расположенный у северного побережья Кубы, входит в архипелаг Хардинес-дель-Рей. Административно относится к муниципалитету Эсмеральда провинции Камагуэй. Соединен с соседним островом Романо дамбой, построенной в 1990-х годах. Северное побережье острова представляет собой цепь пляжей с белым песком, вдоль которой в 2010-х годах началось массовое строительство отелей. Постоянное население на острове отсутствует.

## Климат
Климат острова морской, с небольшой среднегодовой амплитудой температуры. Наибольшая среднемесячная температура приходится на сентябрь (28,2 °С), а наименьшая — на декабрь (24,5 °С). Среднегодовое количество осадков составляет 700 мм, дожди идут в основном ночью. Преобладающий ветер — восточный, периоды затишья бывают редко. Относительная влажность воздуха превышает 80 %.

## Флора и фауна
Подводная растительность представлена различными видами водорослей, среди которых выделяются водокрасовые. Надводная растительность состоит преимущественно из мангровых лесов и прибрежных кустарников. На острове обитает множество видов птиц, амфибий, рептилий, моллюсков, ракообразных, насекомых. Рыболовные ресурсы (омары, светлый луциан, альбула, кубера) важны как с экономической, так и с туристической точки зрения.

## История
Кайо Крус, как и другие острова архипелага, был открыт в 1514 году испанским конкистадором Диего Веласкесом.
В 1890-х Compania de las Islas Cayo Cruz y Cayo Romano высадила на острове 100 тысяч кокосовых пальм.
В 1920-х American Sugar Refining Company приобрела для выращивания сахарного тростника территорию островов Кайо Крус и Романо.
В настоящее время остров пользуется популярностью у туристов из-за хороших песчаных пляжей и чистой воды. Действует несколько отелей.

## Культурное значение
На Кайо Крус происходит действие двух глав романа Эрнеста Хемингуэя «Острова в океане».